# Odwiedzający
Odwiedzający (wizytator) – wzorzec projektowy, którego zadaniem jest odseparowanie algorytmu od struktury obiektowej na której operuje. Praktycznym rezultatem tego odseparowania jest możliwość dodawania nowych operacji do aktualnych struktur obiektów bez konieczności ich modyfikacji.

## Wstęp
We wzorcu projektowym wprowadzony zostaje nowy typ obiektu Wizytator, którego zadaniem jest "odwiedzenie" każdego elementu w danej strukturze obiektów i wykonanie na nim konkretnych działań. Różne implementacje wizytatorów mogą wykonywać różne zadania, rozszerzając funkcjonalność struktury elementów bez ich wewnętrznej modyfikacji.

## Struktura wzorca

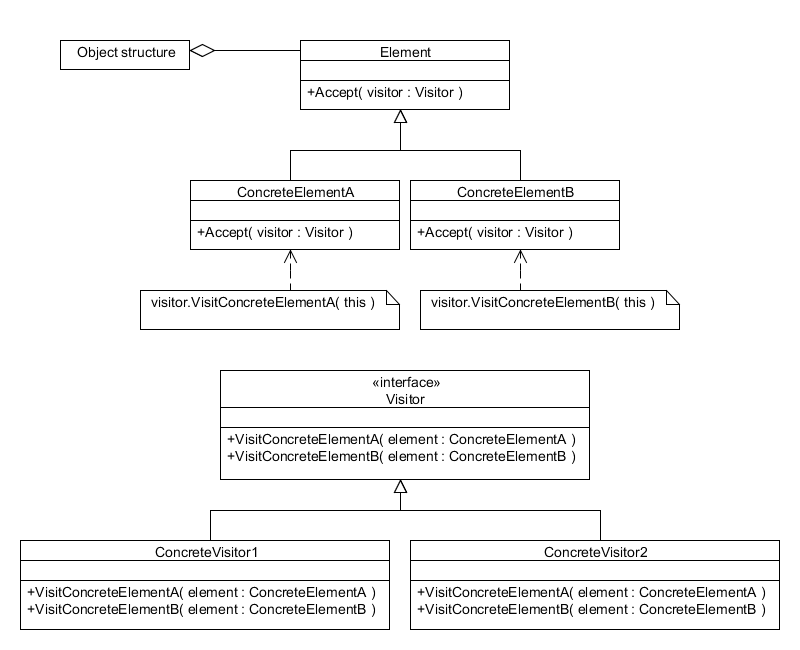
Diagram UML dla wzorca projektowego "Odwiedzający"

Idea wzorca polega na stworzeniu interfejsu odwiedzającego (Visitor) zawierającego metody wirtualne Visit dla każdej z implementacji elementów (dziedziczących po klasie Element) w zadanej strukturze obiektów.
Każdy odwiedzający jest "przyjmowany" przez dany element poprzez metodę Accept - dla poszczególnych implementacji obiektów Element, wołane są odpowiednie metody Visit w interfejsie Visitor odwiedzającego.
Różne implementacje interfejsu Visitor mogą zawierać (hermetyzować) różne funkcjonalności dla całych struktur danych (składających się z obiektów Element). Obiekty tego typu reprezentują algorytmy wykonujące zadane czynności na każdym obiekcie osobno.
Dla zbioru obiektów odwiedzanych metoda Accept powinna być wywoływana w odpowiedniej kolejności, gwarantując, iż każdy element zostanie odwiedzony w odpowiednim momencie. Przykładowo, wizytator odwiedzający węzły w drzewie powinien być akceptowany w kolejnych potomkach każdego z węzłów, zaś wizytator odwiedzający listę może być wołany kolejno dla poszczególnych elementów.

## Przykładowe zastosowanie
Wzorzec wizytatora może być zastosowany przy implementacji drzewa wyprowadzenia w parserach lub kompilatorach. Niech analizator składniowy zwróci strukturę danych, będącą drzewem wyprowadzenia danego na wejście wyrażenia matematycznego. Drzewo to symbolizuje budowę semantyczną pewnej formuły matematycznej i składa się z dwóch rodzajów węzłów:
- ArgumentNode - stała wartość numeryczna w wyrażeniu, np. "1.0".
- OperatorNode - operator binarny w wyrażeniu; przyjmuje za argumenty prawy i lewy węzeł potomny, np. "1.0 + 2.0".

Aby wykonać szereg operacji na całym drzewie, takich jak np. translacja wyrażenia do Odwrotnej Notacji Polskiej lub kalkulacja wyrażenia, trzeba dla każdego z węzłów drzewa zaimplementować metody wykonujące powyższe zadania. Utrzymanie i stworzenie tak rozwiniętego kodu dla każdej z klas reprezentujących węzeł w drzewie może być dość skomplikowane. Aby uniknąć takich sytuacji, można wykorzystać wzorzec wizytatora.
Niech obiekty, będące węzłami w drzewie, zawierają metodę Accept, w treści której odwiedzający będzie przyjmowany kolejno w lewym i prawym dziecku oraz w samym węźle. Cała funkcjonalność wykonywana na drzewie może być zaimplementowana w różnych wizytatorach (implementujących interfejs Visitor):
- PostfixPrintVisitor  - wizytator odpowiedzialny za przetłumaczenie wyrażenia matematycznego do postaci Odwrotnej Notacji Polskiej.
- CalculationVisitor - wizytator odpowiedzialny za obliczenie wyrażenia matematycznego. Wizytator używa stosu zawierającego wartości numeryczne; na stosie odkładane są obliczone wyniki dla każdego z węzłów reprezentującego operacje matematyczną.

Poniżej zamieszczono przykładowy kod w C++ obrazujący działanie opisanych wizytatorów:
```
struct
 
Node

{

    
Node
 
*
Left
,
 
*
Right
;

    
virtual
 
void
 
Accept
(
 
Visitor
 
*
v
 
)
 
=
 
0
;

};

struct
 
ArgumentNode
 
:
 
public
 
Node

{

    
double
 
Argument
;

    
virtual
 
void
 
Accept
(
 
Visitor
 
*
v
 
)

    
{

        
v
->
VisitArgumentNode
(
 
this
 
);

    
}

};

struct
 
OperatorNode
 
:
 
public
 
Node

{

    
char
 
Operator
;

    
virtual
 
void
 
Accept
(
 
Visitor
 
*
v
 
)

    
{

        
if
 
(
 
Left
 
!=
 
NULL
 
)

            
Left
->
Accept
(
 
v
 
);

        
if
 
(
 
Right
 
!=
 
NULL
 
)

            
Right
->
Accept
(
 
v
 
);

        
v
->
VisitOperatorNode
(
 
this
 
);

    
}

};

struct
 
Visitor

{

    
virtual
 
void
 
VisitArgumentNode
(
 
ArgumentNode
 
*
n
 
)
 
=
 
0
;

    
virtual
 
void
 
VisitOperatorNode
(
 
OperatorNode
 
*
n
 
)
 
=
 
0
;

};

struct
 
PostfixPrintVisitor
 
:
 
public
 
Visitor

{

    
String
 
Output
;

    
virtual
 
void
 
VisitArgumentNode
(
 
ArgumentNode
 
*
n
 
)

    
{

        
Output
 
+=
 
ToString
(
 
n
->
Argument
 
);

    
}

    
virtual
 
void
 
VisitOperatorNode
(
 
OperatorNode
 
*
n
 
)

    
{

        
Output
 
+=
 
n
->
Operator
;

    
}

};

struct
 
CalculationVisitor
 
:
 
public
 
Visitor

{

    
stack
<
Numeric
>
 
NumericStack
;

    
virtual
 
void
 
VisitArgumentNode
(
 
ArgumentNode
 
*
n
 
)

    
{

        
NumericStack
.
push
(
 
n
->
Argument
 
);

    
}

    
virtual
 
void
 
VisitOperatorNode
(
 
OperatorNode
 
*
n
 
)

    
{

        
Numeric
 
b
 
=
 
NumericStack
.
top
();

        
NumericStack
.
pop
();

        
Numeric
 
a
 
=
 
NumericStack
.
top
();

        
NumericStack
.
pop
();

        
switch
 
(
 
n
->
Operator
 
)

        
{

        
case
 
'+'
:

            
NumericStack
.
push
(
 
a
 
+
 
b
 
);

            
break
;

        
case
 
'-'
:

            
NumericStack
.
push
(
 
a
 
-
 
b
 
);

            
break
;

        
case
 
'*'
:

            
NumericStack
.
push
(
 
a
 
*
 
b
 
);

            
break
;

        
case
 
'/'
:

            
NumericStack
.
push
(
 
a
 
/
 
b
 
);

            
break
;

        
}

    
}

};

Node
 
*
root
 
=
 
GetParseTree
();

PostfixPrintVisitor
 
*
printVisitor
 
=
 
new
 
PostfixPrintVisitor
;

root
->
Accept
(
 
printVisitor
 
);

Print
(
 
"Postfix notation: "
 
+
 
printVisitor
->
Output
 
);

CalculationVisitor
 
*
calcVisitor
 
=
 
new
 
CalculationVisitor
;

root
->
Accept
(
 
calcVisitor
 
);

Print
(
 
"Result: "
 
+
 
calcVisitor
->
NumericStack
.
top
()
 
);

```